# Stian Sortevik
Stian Sortevik (Oslo, 17 luglio 1988) è un giocatore di calcio a 5 ed ex calciatore norvegese, di ruolo attaccante.

## Carriera

### Club
Sortevik ha cominciato la carriera con la maglia del KFUM Oslo, finché non è stato ingaggiato dallo Hønefoss ad agosto 2011. Ha esordito nella 1. divisjon il 28 agosto, sostituendo David Hanssen nel successo per 1-4 sul campo dell'Alta. Il 25 settembre ha segnato la prima rete, nel pareggio per 2-2 in casa del Kongsvinger.
Il 14 novembre 2011 è stato reso noto il suo trasferimento allo Stabæk: l'accordo sarebbe stato valido dal 1º gennaio successivo. Ha debuttato nell'Eliteserien in data 25 marzo, subentrando a David Hanssen nel pareggio a reti inviolate contro l'Aalesund. A fine stagione, lo Stabæk è retrocesso nella 1. divisjon. Sortevik è rimasto in forza al club e, l'anno successivo, ha contribuito al 2º posto finale della squadra e alla conseguente promozione. Il 13 febbraio 2014, ha rinnovato il contratto che lo legava al club. Si è svincolato al termine del campionato 2014.
Libero da vincoli contrattuali, in vista del campionato 2015 ha fatto ritorno al KFUM Oslo. In data 17 ottobre 2015 ha ufficialmente conquistato la promozione in 1. divisjon con una giornata d'anticipo sul termine del campionato.

### Nazionale
Gioca nella Nazionale di calcio a 5 della Norvegia.

## Statistiche

### Presenze e reti nei club
Statistiche aggiornate al 26 ottobre 2022.
| Stagione         | Club             | Campionato       | Campionato | Campionato | Coppe nazionali | Coppe nazionali | Coppe nazionali | Coppe continentali | Coppe continentali | Coppe continentali | Supercoppe | Supercoppe | Supercoppe | Totale | Totale |
| Stagione         | Club             | Comp             | Pres       | Reti       | Comp            | Pres            | Reti            | Comp               | Pres               | Reti               | Comp       | Pres       | Reti       | Pres   | Reti   |
| ---------------- | ---------------- | ---------------- | ---------- | ---------- | --------------- | --------------- | --------------- | ------------------ | ------------------ | ------------------ | ---------- | ---------- | ---------- | ------ | ------ |
| 2007             | KFUM Oslo        | 3D               | ?          | ?          | CN              | ?               | ?               | -                  | -                  | -                  | -          | -          | -          | ?      | ?      |
| 2008             | KFUM Oslo        | 3D               | ?          | ?          | CN              | ?               | ?               | -                  | -                  | -                  | -          | -          | -          | ?      | ?      |
| 2009             | KFUM Oslo        | 2D               | ?          | ?          | CN              | ?               | ?               | -                  | -                  | -                  | -          | -          | -          | ?      | ?      |
| 2010             | KFUM Oslo        | 2D               | ?          | ?          | CN              | ?               | ?               | -                  | -                  | -                  | -          | -          | -          | ?      | ?      |
| gen.-ago. 2011   | KFUM Oslo        | 2D               | ?          | ?          | CN              | ?               | ?               | -                  | -                  | -                  | -          | -          | -          | ?      | ?      |
| ago.-dic. 2011   | Hønefoss         | 1D               | 8          | 2          | CN              | -               | -               | -                  | -                  | -                  | -          | -          | -          | 8      | 2      |
| 2012             | Stabæk           | ES               | 19         | 0          | CN              | 2               | 0               | UEL                | 1                  | 0                  | -          | -          | -          | 22     | 0      |
| 2013             | Stabæk           | 1D               | 25         | 1          | CN              | 4               | 1               | -                  | -                  | -                  | -          | -          | -          | 29     | 2      |
| 2014             | Stabæk           | ES               | 21         | 1          | CN              | 4               | 3               | -                  | -                  | -                  | -          | -          | -          | 25     | 4      |
| Totale Stabæk    | Totale Stabæk    | Totale Stabæk    | 65         | 2          |                 | 10              | 4               |                    | 1                  | 0                  |            | -          | -          | 76     | 6      |
| 2015             | KFUM Oslo        | 2D               | 26         | 3          | CN              | 2               | 0               | -                  | -                  | -                  | -          | -          | -          | 28     | 3      |
| 2016             | KFUM Oslo        | 1D               | 20         | 3          | CN              | 3               | 1               | -                  | -                  | -                  | -          | -          | -          | 23     | 4      |
| 2017             | KFUM Oslo        | 2D               | 23         | 7          | CN              | 3               | 3               | -                  | -                  | -                  | -          | -          | -          | 26     | 10     |
| 2018             | KFUM Oslo        | 2D               | 25+4       | 4+1        | CN              | 3               | 1               | -                  | -                  | -                  | -          | -          | -          | 32     | 6      |
| 2019             | KFUM Oslo        | 1D               | 29+2       | 6+0        | CN              | 5               | 2               | -                  | -                  | -                  | -          | -          | -          | 36     | 8      |
| 2020             | KFUM Oslo        | 1D               | 23         | 3          | -               | -               | -               | -                  | -                  | -                  | -          | -          | -          | 23     | 3      |
| 2021             | KFUM Oslo        | 1D               | 18         | 2          | CN              | 3               | 1               | -                  | -                  | -                  | -          | -          | -          | 21     | 3      |
| Totale KFUM Oslo | Totale KFUM Oslo | Totale KFUM Oslo | ?          | ?          |                 | ?               | ?               |                    | -                  | -                  |            | -          | -          | ?      | ?      |
| Totale           | Totale           | Totale           | ?          | ?          |                 | ?               | ?               |                    | 1                  | 0                  |            | -          | -          | ?      | ?      |